# Новостройка (Зерноградский район)
Новостро́йка — посёлок в Зерноградском районе Ростовской области России.
Входит в состав Конзаводского сельского поселения.

## Население
| 2010 |
| ---- |
| 407  |

## Улицы
- ул. Новостроевская,
- ул. Советская,
- ул. Строителей,
- ул. Цветочная.